# 실리셀부르크

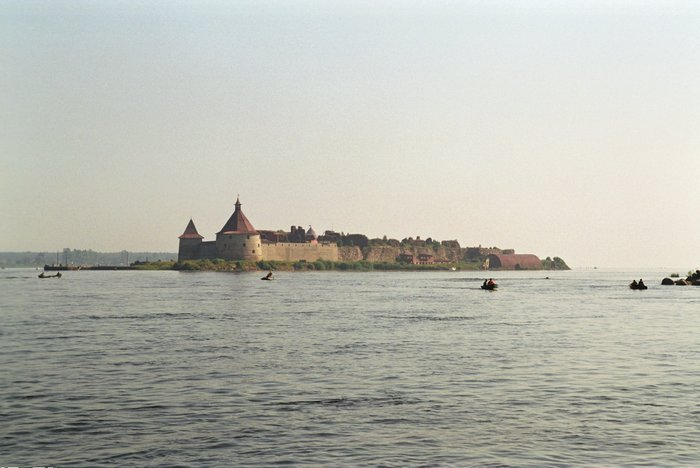
실리셀부르크

실리셀부르크(러시아어: Шлиссельбург, 독일어: Schlüsselburg 슐리셀부르크[*], 스웨덴어: Nöteborg 뇌테보리[*], 핀란드어:  Pähkinälinna 페키넬린나[*])는 러시아 레닌그라드주 키롭스키 군의 도시이다.
상트페테르부르크 동쪽 60km 지점, 라도가호에서 네바강 시작되는 곳에 위치하여 교통의 요충지로 되어 있다. 처음에 오레셰크(러시아어: Орешек, 씨라는 뜻)라 부르던 곳을, 1300년대에 노브고로드 공화국이 성으로 쌓은 것이 기원이다. 노브고로드 공화국은 이 곳을 통해 발트해로 진출할 수 있는 통로를 마련하고 있었다. 1323년 평화 조약이 스웨덴과 노브고로드 공화국 사이에 체결되었다. 그러나 1611년 스웨덴에 점령되어 오레셰크와 같은 뜻의 이름을 붙여 뇌테보리(스웨덴어: Nöteborg)라 불렀다.
대북방 전쟁 때 다시 러시아가 차지, 1702년 표트르 1세는 독일어에서 유래한 실리셀부르크라는 이름을 붙였다. 그 후 수도 페테르부르크의 요새로 알려졌으나, 전략적 중요성이 차츰 약화되고 성채는 요새 대신 감옥으로 사용되다가 박물관으로 개조되었다. 제2차 세계 대전 중 다시 전략적 요충지가 되었고, 1944년 표트르의 성채라는 의미의 러시아어식 명칭인 페트로크레포스트(러시아어: Петрокрепость)로 지명을 바꾸었다. 지명은 소련 붕괴 후 1992년 옛 명칭인 실리셀부르크로 환원되었다.